# John D. Beck
Pour les articles homonymes, voir Beck.
John D. Beck est un scénariste, acteur et producteur, né le 20 juillet 1973 à Érié, Pennsylvanie (États-Unis).

## Filmographie

### Comme scénariste
- 1997 : Student Bodies (série TV)
- 1998 : The Hughleys (en) (série TV)
- 2004 : Golf Cart Driving School de Danny Schrader : Death By Golf Cart - Producer
- 2013 : Liv et Maddie

### Comme acteur
- 2002 : Forbidden de Bob Kubilos : Bachelor Party Extra

### Comme producteur
- 1998 : The Hughleys (en) (série TV)
- 2017 : Disjointed (série TV)